# Canton de Fourchambault
Le canton de Fourchambault est une circonscription électorale française située dans le département de la Nièvre et la région Bourgogne-Franche-Comté.

## Histoire
Un nouveau découpage territorial de la Nièvre entre en vigueur à l'occasion des élections départementales de 2015. Il est défini par le décret du 18 février 2014, en application des lois du 17 mai 2013 (loi organique 2013-402 et loi 2013-403). Les conseillers départementaux sont, à compter de ces élections, élus au scrutin majoritaire binominal mixte. Les électeurs de chaque canton élisent au Conseil départemental, nouvelle appellation du Conseil général, deux membres de sexe différent, qui se présentent en binôme de candidats. Les conseillers départementaux sont élus pour 6 ans au scrutin binominal majoritaire à deux tours, l'accès au second tour nécessitant 12,5 % des inscrits au 1er tour. En outre la totalité des conseillers départementaux est renouvelée. Ce nouveau mode de scrutin nécessite un redécoupage des cantons dont le nombre est divisé par deux avec arrondi à l'unité impaire supérieure si ce nombre n'est pas entier impair, assorti de conditions de seuils minimaux. Dans la Nièvre, le nombre de cantons passe ainsi de 32 à 17.
Le canton de Fourchambault est créé par ce décret. Il est formé de communes des anciens cantons de Pougues-les-Eaux (3 communes) et de Nevers-Sud (1 commune). Il est entièrement inclus dans l'arrondissement de Nevers. Le bureau centralisateur est situé à Fourchambault.

## Représentation
| Période élective | Période élective | Mandat | Mandat   | Identité        | Nuance | Nuance | Qualité                                                                                               |
| ---------------- | ---------------- | ------ | -------- | --------------- | ------ | ------ | --- |
| 2015             | 2021             | 2015   | 2021     | Stéphanie Bézé  |        | PS     | Secrétaire au greffe du tribunal de commerce puis infirmière libérale Conseillère municipale de Marzy |
| 2015             | 2021             | 2015   | 2021     | Alain Herteloup |        | PS     | Cadre Maire de Fourchambault 8° Vice-Président (Infrastructures et mobilités)                         |
| 2021             | 2028             | 2021   | en cours | Stéphanie Bézé  |        | PS     | Conseillère municipale de Marzy                                                                       |
| 2021             | 2028             | 2021   | en cours | Alain Herteloup |        | PS     | Cadre Maire de Fourchambault, 2ème Vice-Président du conseil départemental                            |

### Résultats détaillés

#### Élections de mars 2015
À l'issue du 1er tour des élections départementales de 2015, deux binômes sont en ballottage : Kathy Apricena et Stéphane Somazzi (FN, 28,41 %) et Stéphanie Bézé et Alain Herteloup (PS, 22,04 %). Le taux de participation est de 47,16 % (4 447 votants sur 9 429 inscrits) contre 53,03 % au niveau départemental et 50,17 % au niveau national.
Au second tour, Stéphanie Bézé et Alain Herteloup (PS) sont élus avec 58,83 % des suffrages exprimés et un taux de participation de 49,91 % (2 428 voix pour 4 706 votants et 9 429 inscrits).

#### Élections de juin 2021
Le premier tour des élections départementales de 2021 est marqué par un très faible taux de participation (33,26 % au niveau national). Dans le canton de Fourchambault, ce taux de participation est de 29,87 % (2 752 votants sur 9 213 inscrits) contre 34,28 % au niveau départemental. À l'issue de ce premier tour, deux binômes sont en ballottage : Stéphanie Bézé et Alain Herteloup (PS, 25,66 %) et Patricia Gaudry et Michel Monet (DVG, 24,15 %).
Le second tour des élections est marqué une nouvelle fois par une abstention massive équivalente au premier tour. Les taux de participation sont de 34,36 % au niveau national, 37,18 % dans le département et 32,11 % dans le canton de Fourchambault. Stéphanie Bézé et Alain Herteloup (PS) sont élus avec 51,25 % des suffrages exprimés (1 350 voix pour 2 959 votants et 9 215 inscrits),,.

## Composition
Le canton de Fourchambault comprend quatre communes entières.
| Nom                                   | Code Insee | Intercommunalité | Superficie (km2) | Population (dernière pop. légale) | Densité (hab./km2) | Modifier                                    |
| ------------------------------------- | ---------- | ---------------- | ---------------- | --------------------------------- | ------------------ | ------------------------------------------- |
| Fourchambault (bureau centralisateur) | 58117      | CA de Nevers     | 4,55             | 4 019 (2022)                      | 883                | modifier les données · modifier les données |
| Garchizy                              | 58121      | CA de Nevers     | 16,42            | 3 666 (2022)                      | 223                | modifier les données · modifier les données |
| Germigny-sur-Loire                    | 58124      | CA de Nevers     | 18,78            | 748 (2022)                        | 40                 | modifier les données · modifier les données |
| Marzy                                 | 58160      | CA de Nevers     | 24,41            | 3 650 (2022)                      | 150                | modifier les données · modifier les données |
| Canton de Fourchambault               | 5807       |                  | 64,16            | 12 083 (2022)                     | 188                | modifier les données                        |

## Démographie
En 2022, le canton comptait 12 083 habitants, en évolution de −2,65 % par rapport à 2016 (Nièvre : −3,28 %, France hors Mayotte : +2,11 %).
| 2013   | 2018   | 2022   |
| ------ | ------ | ------ |
| 12 905 | 12 390 | 12 083 |